# Big Pool (Maryland)
Big Pool es un lugar designado por el censo ubicado en el condado de Washington en el estado estadounidense de Maryland. En el censo de 2020 tenía una población de 78 habitantes y una densidad poblacional de 278.57 personas por km².

## Geografía
Big Pool se encuentra ubicado en las coordenadas 39°37′30″N 78°0′58″O / 39.62500, -78.01611. Según la Oficina del Censo de los Estados Unidos, Big Pool tiene una superficie total de 0.28 km², de la cual 0.28 km² corresponden a tierra firme y (0%) 0 km² es agua.

## Demografía
Según el censo de 2010, había 78 personas residiendo en Big Pool. La densidad de población era de 278,57 hab./km². De los 78 habitantes, Big Pool estaba compuesto por el 100% blancos, el 0% eran afroamericanos, el 0% eran amerindios, el 0% eran asiáticos, el 0% eran isleños del Pacífico, el 0% eran de otras razas y el 0% pertenecían a dos o más razas. Del total de la población el 3.66% eran hispanos o latinos de cualquier raza.